# Karl Jaspers

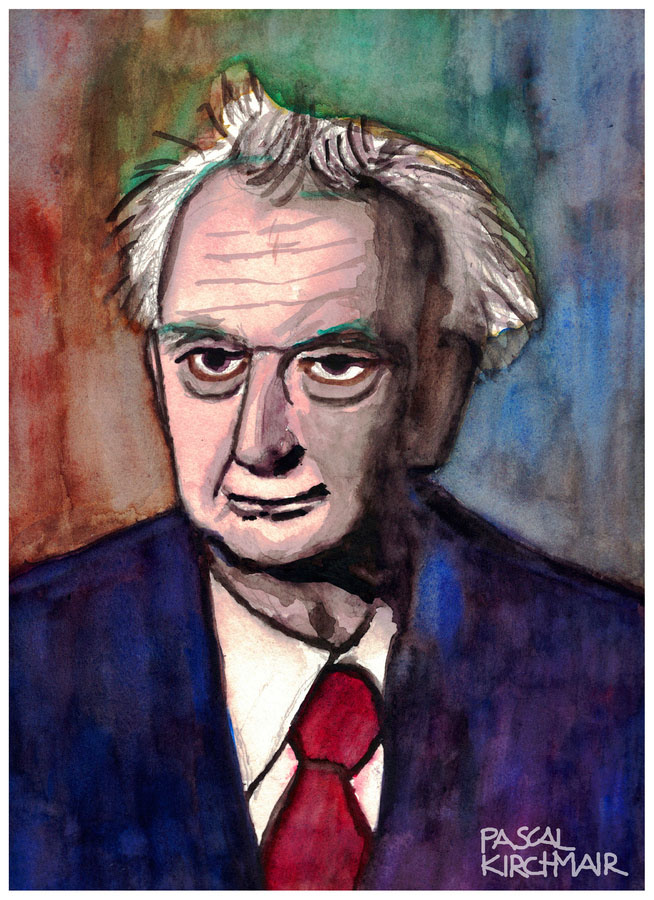
Karl Jaspers

Karl Theodor Jaspers (n. 23 februarie 1883, Oldenburg, Imperiul German – d. 26 februarie 1969, Basel, Cantonul Basel-Oraș, Elveția) a fost filozof, teoretician literar și psihiatru german, care a avut o influență majoră asupra teologiei, psihiatriei și filozofiei moderne.

## Biografie
Jaspers s-a născut în Oldenburg în 1883, mama sa fiind fiica unui fermier local, iar tatăl său un jurist. De timpuriu a fost interesat de filozofie, dar a ales să studieze Dreptul la universitate, ca să continue o tradiție de familie. Curând și-a dat seama că nu aceasta era materia sa favorită, astfel încât în 1902 a început să studieze Medicina.
Jaspers a absolvit Facultatea de Medicină în 1909 și a început să lucreze într-un spital de psihiatrie în Heidelberg unde și Emil Kraepelin lucrase cu câțiva ani înainte. Cu toate acestea, Jaspers era nemulțumit de modul în care comunitatea medicală din vremea sa privea studiul bolii mentale, și și-a pus în gând să modifice complet câmpul psihiatriei. În 1913 Jaspers a câștigat un post temporar de profesor la universitatea din Heidelberg. Postul a devenit apoi definitiv și Jaspers nu a mai revenit la practica clinică, ci a rămas la catedră.
La vârsta de 40 de ani, Jaspers și-a îndreptat atenția dinspre psihologie spre filozofie, dezvoltând și amplificând teme pe care doar le schițase în studiile lui psihiatrice. A devenit, în foarte scurt timp, un filozof foarte respectat, atât în Germania, cât și în Europa. În 1948 Jaspers s-a mutat la Universitatea din Basel, Elveția. Se stinge din viață în 1969.

## Contribuții în psihiatrie
Insatisfacțiile lui Jaspers legate de înțelegerea populară a bolii psihice l-au condus în situația de a pune sub semnul întrebării atât criteriile de diagnosticare, cât și metodele psihiatriei clinice.
În 1910 a publicat un studiu absolut revoluționar, în care examina teza dacă paranoia era un aspect al personalității sau doar o consecință a schimbărilor biologice. Deși nu aducea idei fundamental noi, articolul propunea o nouă metodă de studiu.
Jaspers a studiat mai mulți pacienți în cel mai mic detaliu, dând informații biografice, dar și urmărind și notând reacțiile pacienților și părerile acestora despre propriile simptome. Acesta era începutul metodei biografice, care a devenit piatra de temelie a psihiatriei moderne.
Jaspers și-a expus opiniile despre boala mentală într-un foarte amplu tratat intitulat Tratat de psihopatologie generală [nefuncțională]
. Cele două volume constituie o lectură obligatorie pentru specialiștii în psihiatrie.

## Studii despre halucinații
Jaspers era convins că psihiatrii ar trebui să poată diagnostica (în particular în cazul psihozei) bolile mentale mai curând după forma lor iar nu după conținut. În diagnosticul unei halucinații, faptul că un pacient are experiența unor fenomene vizuale, fără existența unor stimuli senzoriali, (forma) este mai importantă decât ceea ce vede acel pacient (conținutul halucinației).
Jaspers simțea că psihiatria poate diagnostica halucinația în același mod. El argumenta că toți clinicienii nu ar trebui să ia în calcul conținutul halucinației, ci numai forma ei de manifestare. Jaspers a distins de asemenea între halucinația primară și cea secundară, dar termenii săi sunt extrem de tehnici și se adresează numai specialiștilor.

## Contribuții în filozofie și teologie
Marea majoritate a comentatorilor îl asociază pe Karl Jaspers filosofiei existențialismului, pe de o parte pentru că își trage seva din filosofia existențialistă, din textele unor precursori ca Friedrich Nietzsche sau Soeren Kierkegaard, iar pe de altă parte, pentru că tema libertății individuale străbate întreaga sa operă.
În Filozofie (3 volume, 1932), Jaspers trece în revistă istoria filozofiei și realizează o introducere a temelor sale majore. Începând cu știința modernă și empirismul, Jaspers ne atrage atenția că atunci când privim realitatea ne confruntam cu granițe pe care metoda empirică (științifică) nu le poate transcende.
Din acest punct individul este pus în fața unei alegeri: fie se scufundă în disperare și resemnare, fie face un salt spre ceea ce Jaspers numește Transcendență. În timpul acestui salt, indivizii se confruntă cu propria lor libertate fără limite, pe care Jaspers o numește Existență, și pot, în final, avea experiența existenței autentice.
Transcendența e pentru Jaspers, ceea ce există dincolo de lumea spațio-temporală. Unii comentatori cred că prin formularea Transcendenței ca ultimă non-obiectivitate (sau ni-mic-nicie), Jaspers ar fi un reprezentant modern al monismului, deși Karl Jaspers a subliniat continuu necesitatea recunoașterii validității atât a subiectivității cât și a obiectivității.

## Karl Jaspers și teologia
Deși a respins într-un mod explicit toate doctrinele religioase, incluzând și noțiunea de Dumnezeu personal, Karl Jaspers i-a influențat extrem de mult pe teologii contemporani prin enunțarea filosofiei transcendenței și a limitelor experienței umane.
Tradiția gândirii mistice occidentale, în special ideile lui Meister Eckhart și Nicolaus Cusanus l-au influențat de asemenea pe Jaspers. A studiat foarte atent și filosofia Orientului, în special oprindu-se asupra Budismului.
Jaspers a purtat o polemică publică cu Rudolf Bultmann, în care a criticat vehement tentativa lui Bultmann de a demitologiza Creștinismul.
Jaspers a scris împotriva amenințărilor libertății umane de schimbările produse în știință, sau în structura interna a instituțiilor lumii moderne.
Și-a abandonat pentru scurtă vreme catedra în timpul celui de-al Doilea Război Mondial pentru că soția sa era evreică. După război, și-a reluat activitatea de profesor și, în volumul Chestiunea vinovăției germane, a examinat teoria vinovăției colective a poporului german, părtaș în opinia sa la atrocitățile comise de regimul lui Adolf Hitler.
Ultima sa mare carte de sistematizare a filozofiei Existenței este Von Der Wahrheit (Despre adevăr). Cea mai accesibilă cartea a sa este una de popularizare și se numește Filozofia pe înțelesul tuturor. Operele lui Jaspers sunt publicate în limba română doar fragmentar, sub forma unor articole publicate în reviste de specialitate.

## Jaspers și contemporanii săi
Commentatorii compară adesea opera lui Jaspers cu filozofia contemporanului său, Martin Heidegger. Într-adevăr, ambii doresc să exploreze sensul lui "Sein" (Ființei) și pe cel al lui "Dasein" (cel al Existenței). Deși au purtat o corespondență și au fost o vreme prieteni, afilierea lui Heidegger la Partidul nazist a pus capăt relației, Jaspers fiind căsătorit cu o evreică.
Doi dintre marii hermeneuți și fenomenologi, Paul Ricoeur (unul din elevii lui Jaspers) și Hans-Georg Gadamer (succesorul lui Jaspers la Heidelberg) prezintă urme importante ale influenței sale.
Alte opere importante au fost incluse în volumul Filozofie și Existență (1938). Pentru Jaspers, termenul "existență" (Existenz) desemnează experiența de nedefinit a libertății și posibilității; aceasta reprezintă o experiență care constituie partea autentică a indivizilor care devin conștienți de prezența ei, confruntându-se cu suferința, conflictul, vina, șansa sau moartea.